# Franci Zwitter
Franci Zwitter (cvíter),  koroško-slovenski pravnik in narodni delavec, * 10. oktober 1913, Zahomec (nem. Achomitz), † 2. februar 1994, Celovec.

## Življenje in delo
Franci Zwitter, rojen v Zahomcu v Ziljski dolini kmetoma Francu in Mariji Zwitter,  brat M. Zwittra in bratranec Frana in Vinka Zwittra je gimnazijo obiskoval v Celovcu (1925–1933) in prav tam do 1935 študiral  bogoslovje ter študij do 1937 nadaljeval v Innsbrucku. Jeseni 1937 se je vpisal na dunajsko pravno fakulteto in jeseni 1939 doktoriral v Gradcu. Kot koroški Slovenec ni dobil službe, zato je študiral ekonomijo na Dunaju do vpoklica 1940 v Wehrmacht. Kot vojak je najprej prišel v Francijo, spomladi 1942 na vzhodno fronto (do Voroneža), 1943 v Albanijo in nato v Jugoslavijo, kjer se je oktobra 1944 pridružil črnogorskim partizanom (1. bokeljska brigada). Julija 1945 je prišel v Ljubljano, poskrbel za repatriacijo skupine koroških slovenskih izseljencev in se vrnil na Koroško. Bil je aktivist OF v Ziljski dolini, potem uslužbenec na okrajnem glavarstvu v Beljaku, kjer je organiziral pisarno OF in utrjeval njeno mrežo. Ob ustanovitvi lista Slovenski vestnik junija 1946 je postal glavni urednik, na Dunaju hkrati prakticiral pri odvetniku Matku Scharwitzlu. Leta 1948 se je zaposlil v odvetniški pisarni Ferda Millerja v Celovcu, 1957 opravil sodnijsko prakso, 1963 pa odvetniški izpit, nato imel svojo odvetniško pisarno do 1984, ko se je upokojil. Leta 1984 je bil odlikovan z Redom zaslug za ljudstvo z zlatim vencem.
Zwitter se je že v gimnaziji vklučil v prosvetno delo; 1938 je postal kot predstavnik študentov podpredsednik Slovenske prosvetne zveze. Po vojni je deloval še v Demokratični fronti delavnega ljudstva in bil med 1955–1982 predsednik Zveze slovenskih organizacij na Koroškem, od 1948 je bil predsednik Slovenske prosvetne zveze, potem njen odbornik in predsednik nadzornega odbora. Leta 1953 je ustanovil založniško in tiskarsko družbo Drava. Tesno je sodeloval z Narodnim svetom koroških Slovencev, zlasti z njegovim dolgoletnim predsednikom J. Tischlerjem. Kot pobudnik sodelovanja narodnih manjšin je bil aprila 1975 med začetniki vsakoletnih srečanj narodnih skupnosti sosednjih dežel. Sodeloval je v mednarodnih manjšinskih organizacijah, kjer je bil podpredsednik Mednarodnega združenja za zaščito ogroženih jezikov in kultur. O pravnem, političnem in kulturnem položaju koroških Slovencev je pisal članke v časnike in revije na Koroškem in Sloveniji.